# Észak-Korea az 1984. évi téli olimpiai játékokon
Észak-Korea a jugoszláviai Szarajevóban megrendezett 1984. évi téli olimpiai játékok egyik részt vevő nemzete volt. Az országot az olimpián 1 sportágban 6 sportoló képviselte, akik érmet nem szereztek.

## Gyorskorcsolya
Férfi
| Versenyző     | Versenyszám | Eredmény | Helyezés |
| ------------- | ----------- | -------- | -------- |
| Im Ribin      | 1000 m      | 1:21,16  | 35.      |
| Im Ribin      | 1500 m      | 2:03,93  | 31.      |
| Im Ribin      | 5000 m      | 7:37,49  | 23.      |
| Im Ribin      | 10 000 m    | 15:45,19 | 29.      |
| Kim Kvanghjon | 1000 m      | 1:22,26  | 38.      |
| Kim Kvanghjon | 1500 m      | 2:06,80  | 36.      |
| Kim Kvanghjon | 5000 m      | 7:46,12  | 33.      |
| Kim Szonghü   | 500 m       | 41,23    | 37.      |
| Kim Szonghü   | 1000 m      | 1:22,04  | 36.      |

Női
| Versenyző    | Versenyszám | Eredmény | Helyezés |
| ------------ | ----------- | -------- | -------- |
| Han Cshonok  | 1000 m      | 1:29,30  | 29.      |
| Han Cshonok  | 1500 m      | 2:14,25  | 20.      |
| Han Cshonok  | 3000 m      | 4:51,91  | 17.      |
| Kim Cshanghe | 1500 m      | 2:17,37  | 25.      |
| Kim Cshanghe | 3000 m      | 4:58,41  | 20.      |
| Pak Komhjon  | 1000 m      | 1:27,86  | 19.      |
| Pak Komhjon  | 1500 m      | 2:14,23  | 19.      |
| Pak Komhjon  | 3000 m      | 4:49,26  | 16.      |